# Bavetă

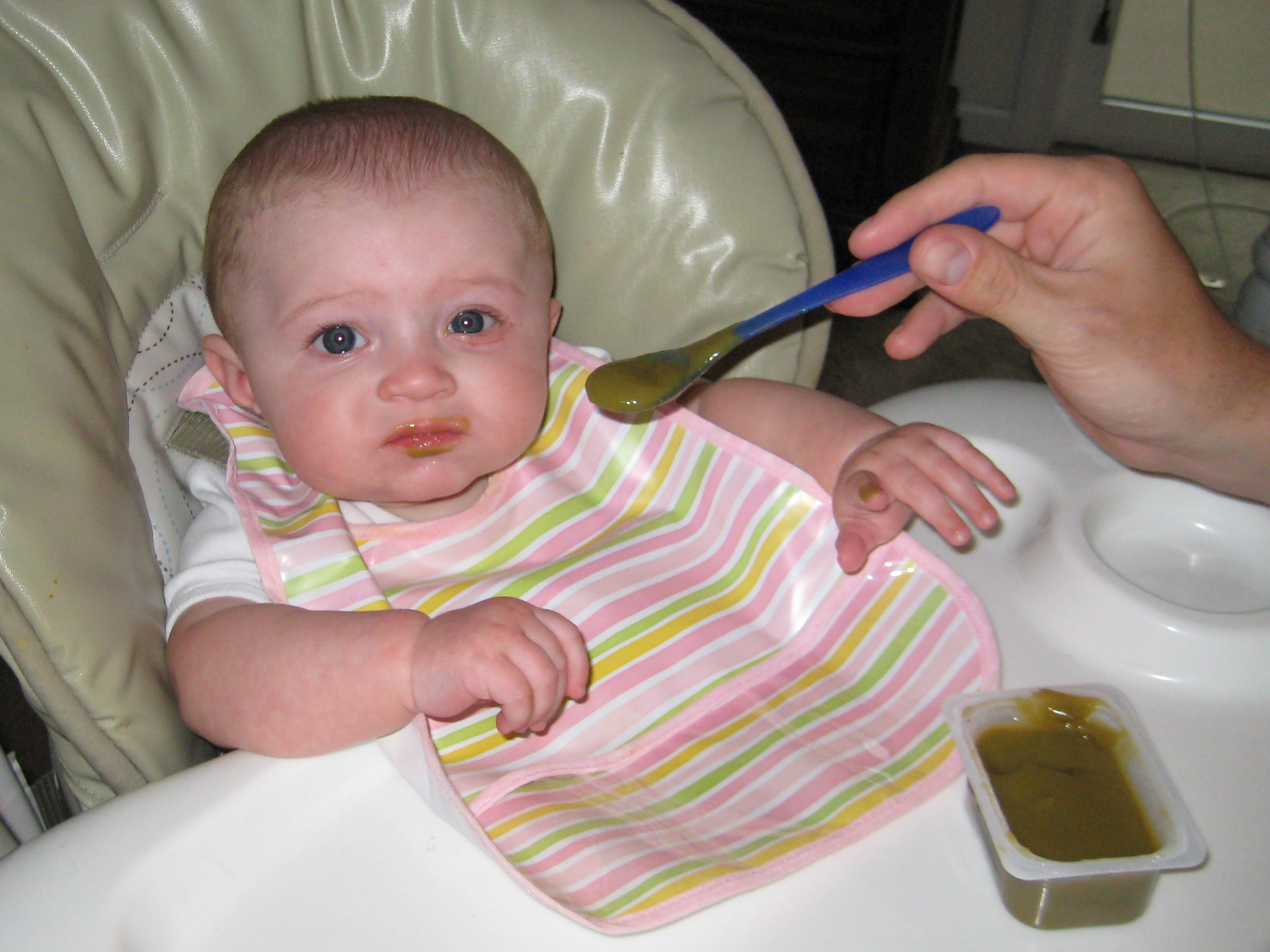
Bebeluș purtând bavețică

O bavetă este o bucată de material care se leagă la gât și este folosită pentru a proteja hainele. Sunt destinate în special bebelușilor, dar sunt și anumite feluri de mâncare, cum ar fi homarul, la care se poartă o bavetă pentru că riscul de murdărie este mare.